# Louis Baril
Louis Baril, francoski general, * 1896, † 1943.